# Zwiślik
Zwiślik (Anomodon) – rodzaj mchu z rodziny zwiślikowatych (Anomodontaceae Kindb.). Rośliny leśne występujące na pniach drzew i na skałach.

## Morfologia
GametofitŁodyżki główne są płożące i przytwierdzone do podłoża za pomocą gładkich chwytników. Wyrastające z nich w górę łodyżki drugiego rzędu rozgałęziają się widlasto lub pierzasto. Cała roślina tworzy darń zbitą lub luźną, początkowo niebieskozieloną, później żółtozieloną. Listki gęste, u nasady szeroko zaokrąglone, zwężają się ku górze lancetowato i wierzchołek mają zaostrzony lub zaokrąglony. Żebro pojedyncze, jaśniejsze niż blaszka listka, po stronie brzusznej płaskie, a grzbietowej – wypukłe.
SporofitZarodnia (puszka) cylindryczna, prosta, co najwyżej słabo zgięta.

## Systematyka
Rodzaj Anomodon Hook. & Taylor. jest rodzajem typowym rodziny Anomodontaceae Kindb.
Do rodzaju należą gatunki (wybór):
- Anomodon abbreviatus
- Anomodon attenuatus – zwiślik maczugowaty
- Anomodon dentatus
- Anomodon flagelliformis
- Anomodon giraldii
- Anomodon grandiretis
- Anomodon longifolius – zwiślik długolistny
- Anomodon longinervis
- Anomodon minor
- Anomodon pseudotristis
- Anomodon rostratus
- Anomodon rotundatus
- Anomodon rugelii – zwiślik krótkokończysty
- Anomodon sieboldii
- Anomodon solovjovii
- Anomodon thraustus
- Anomodon tristis
- Anomodon viticulosus – zwiślik wiciowy

## Zagrożenia i ochrona
Wszystkie gatunki z tego rodzaju występujące w Polsce były objęte ścisłą ochroną gatunkową w latach 2004–2014. Od 2014 roku gatunki zwiślik długolistny Anomodon longifolius, zwiślik krótkokończysty Anomodon rugelii, zwiślik maczugowaty Anomodon attenuatus i zwiślik wiciowy Anomodon viticulosus znajdują się pod ochroną częściową.